# Rock sinfônico
Rock sinfônico (português brasileiro) ou rock sinfónico (português europeu) é um subgênero do rock progressivo, que inclui a maior parte dos artistas do gênero, especialmente no fim dos anos 1960 e durante a década de 1970, quando o gênero teve seu ápice criativo. Como o rock progressivo, teve seu principal foco na Inglaterra, mas com repercussões no mundo inteiro, especialmente na Itália, França, Países Baixos, Estados Unidos, Suécia e Finlândia.
O estilo é definido por uma influência muito forte da música clássica no rock, porém com adições psicodélicas e experimentais, comuns no fim dos anos 1960. O termo sinfônico vem do uso de orquestras sinfônicas na composição da música, porém raras eram as bandas que efetivamente tocavam ou compunham com orquestras. Um desses casos é o Deep Purple ainda em sua fase progressiva, quando compôs a música April e Rick Wakeman, que compôs o concerto Journey to the Centre of the Earth.
Para muitos, o sub-gênero é um sinônimo de rock progressivo clássico (ou classic prog). De fato, com exceção de bandas como Jethro Tull e Pink Floyd, a maioria das bandas da década de 1970 pertencem ao estilo, tais como Gentle Giant, Yes, Genesis, Camel, Renaissance e Emerson, Lake and Palmer. Mesmo assim, muitas bandas desse estilo surgiram durante as décadas de 1980 e 1990.
Após a queda do rock sinfônico, no fim da década de 70 e início da década de 80, o gênero teve um renascimento na década de 90, especialmente por se aproximar do rock neoprogressivo, em artistas como The Flower Kings, Arion (Brasil), Echolyn, Änglagård ou Transatlantic.
Algumas bandas da atualidade recuperaram as características mais fortes da música clássica para juntarem ao rock e literalmente usar sinfonias na composição, como Trans-Siberian Orchestra, Rhapsody of Fire, Symphony X e Nightwish. Nessas bandas é comum notar um estilo mais pesado de rock, formando o gênero symphonic metal.

## Características
O rock sinfônico pode ser vagamente definido como uma mistura de rock e música clássica, com as características mais marcantes a seguir:
- Mistura de elementos de diversos gêneros (daí a diversidade de estilos).
- Estruturas de composição complexas.
- Uso extensivo de teclado e sintetizadores.
- Letras inteligentes e explorativas, com temas como ficção, ciência, espiritualidade, religião, sociedade e política.
- Caracterização não-comercial.
- Músicas mais longas, com média de 6 a 7 minutos, podendo chegar a 20 ou mais.
- Uso ou acompanhamento de orquestras, ou mesmo instrumentos clássicos, como órgão ou violão.

É quase impossível, porém, encontrar um artista que possua todas essas características.

## Artistas
Alguns dos mais conhecidos artistas de rock progressivo sinfônico começaram na década de 60 ou 70, como:
- Supertramp
- Electric Light Orchestra
- Queen
- Rick Wakeman
- Yes
- Deep Purple
- Genesis
- Moody Blues
- Camel
- Emerson, Lake and Palmer
- Mike Oldfield
- Gentle Giant
- Van der Graaf Generator
- Banco del Mutuo Soccorso (Itália)
- Premiata Forneria Marconi (Itália)
- Pulsar (França)

Na atualidade:
- Lana Lane
- Sarah Brightman
- Cacophony
- Apocalypse
- Evanescence
- Lacrimosa
- Muse
- Coldplay
- Nikolai Noskov (Rússia)

Neo-Clássico:
- Yngwie Malmsteen
- Time Requien
- Malice Mizer